# Dawid Amsalem (polityk)
Dawid Amsalem, Dudu Amsalem (hebr.: דוד אמסלם, ur. 11 sierpnia 1960 w Jerozolimie) – izraelski ekonomista i polityk, od 2015 poseł do Knesetu z listy Likudu.
W wyborach parlamentarnych w 2015 po raz pierwszy dostał się do izraelskiego parlamentu. W wyborach w kwietniu 2019 uzyskał reelekcję.
1 lipca 2019 wszedł w skład czwartego rządu Binjamina Netanjahu jako minister komunikacji. Zastąpił premiera, który czasowo sprawował tę funkcję po dymisji Ajjuba Kary.
17 maja 2020 roku został ministrem cybernetyki i narodowych spraw cyfrowych.